# Anjalankoski

Anjalankoski é um município da província de Finlândia Ocidental, integrando a sub-região de Ostrobótnia do Sul, na Finlândia. Ela tinha 17.301 habitantes (estimativa 2006). Cerca de 4/5 das pessoas vivem nas imediações do rio Kymi. As comunidades mais densamente povoadas são Myllykoski e Inkeroinen. Além disso, há uma abundância de campo. 